# Gran Premio Duque de Alburquerque
El Gran Premio Duque de Alburquerque o Memorial Duque de Alburquerque es uno de los grandes premios que se disputa desde el 2011 en el Hipódromo de la Zarzuela de Madrid, durante la temporada de primavera, en el mes de abril. La carrera está destinada a caballos y yeguas de cuatro años en adelante sobre una distancia de 2.000 metros.
La primera edición se disputó en 2011 sobre 2.100 metros y su denominación fue Memorial Duque de Alburquerque. Las primeras cuatro ediciones fueron bajo la misma distancia y misma denominación. En 2015, la carrera no se disputó. En 2016, volvió al calendario, con una nueva denominación, Gran Premio Duque de Alburquerque, y nueva distancia, se empezó a disputar sobre los 2.000 metros.

## Palmarés[1][2][3]
| Gran Premio Duque de Alburquerque |                            |                            |                                 |                              |                            |
| 2025                              | KOWALSKY (FR)              | Alejandro Gutiérrez Val    | Christian Delcher               | Cuadra Agrado                | 2000m                      |
| 2024                              | MEDIA STORM (GB)           | Anthony Crastus            | Joao Pedro Silva Pereira        | Cuadra Best Horse            | 2000m                      |
| 2023                              | LISICLES (GB)              | Valentine Seguy            | Ioannes Osorio                  | Cuadra Duque de Alburquerque | 2000m                      |
| 2022                              | SIR ROQUE (FR)             | Jaime Gelabert             | Guillermo Arizkorreta           | Cuadra Peques                | 2000m                      |
| 2021                              | STAR OF BENGAL (GB)        | Ignacio Melgarejo          | Eduardo Buzón                   | Cuadra Salvador Márquez      | 2000m                      |
| 2020                              | NORAY (FR)                 | Nieves García              | Enrique León                    | Cuadra Enrique León          | 2000m                      |
| 2019                              | KARLSBURG (FR)             | José Luis Martínez         | Carlos Fernández Balcones       | Cuadra Habit                 | 2000m                      |
| 2018                              | KARLSBURG (FR)             | José Luis Martínez         | Carlos Fernández Balcones       | Cuadra Habit                 | 2000m                      |
| 2017                              | ZUBEROA (FR)               | Óscar Ortiz de Urbina      | Mauricio Delcher Sánchez        | Cuadra Miranda               | 2000m                      |
| 2016                              | LE BLUE ET NOIR (IRE)      | Jimmy Martin               | Xabier Thomas Demeaulte         | Cuadra Roberto Cocheteux     | 2000m                      |
| 2015                              | No se disputó esta edición | No se disputó esta edición | No se disputó esta edición      | No se disputó esta edición   | No se disputó esta edición |
| Memorial Duque de Alburquerque    |                            |                            |                                 |                              |                            |
| 2014                              | CELTIC ROCK (GB)           | José Luis Martínez         | José Carlos Fernández Rodríguez | Cuadra Habit                 | 2100m                      |
| 2013                              | CELTIC ROCK (GB)           | José Luis Martínez         | José Carlos Fernández Rodríguez | Cuadra Habit                 | 2100m                      |
| 2012                              | ABDEL (FR)                 | Jorge Edgardo Jarcovsky    | Ioannes Osorio                  | Cuadra Duque de Alburquerque | 2100m                      |
| 2011                              | DOMESIDE (GB)              | Julien Grosjean            | Mauricio Delcher Sánchez        | Cuadra Safsaf                | 2100m                      |